# Denník N
Denník N (wörtlich „Tageszeitung N“, das N kann als Abkürzung für nezávislý (unabhängig) verstanden werden) ist eine slowakische investigative Tageszeitung, ursprünglich eine reine Internetzeitung, aus dem Medienhaus N Press. Zu 51 Prozent gehört der Verlag dem slowakischen IT-Unternehmen Eset, die übrigen 49 Prozent sind zwischen den Mitarbeitern geteilt.
Einen Großteil der Redaktion bilden ehemalige Redakteure der Tageszeitung SME, darunter auch der Chefredakteur Matúš Kostolný, die nach dem Einstieg der slowakischen Investmentgruppe Penta im Oktober 2014 in den Verlag Petit Press die Zeitung verließen. Am 5. Januar 2015 begann die Internetzeitung Denník N den Betrieb, am 30. Januar 2015 folgte die Erstausgabe der gedruckten Version.
Zum einen Teil gibt die Redaktion hauptsächlich für Abonnenten bestimmte umfangreiche und analytische Artikel heraus, produziert aber auch Kurznachrichten unter der Marke Minúta po minúte (deutsch Minute für Minute), die sich die Zeitung noch im Jahr 2015 beim slowakischen Amt für gewerbliches Eigentum (slow. Úrad priemyselného vlastníctva) registrieren ließ. Sowohl Denník N als auch Minúta po minúte sind als eigenständige Apps verfügbar. Seit 2017 gibt der Verlag das Monatsmagazin Magazín N heraus.
Nach dem Vorbild der slowakischen Zeitung entstand 2018 die tschechische Zeitung Deník N, in der Denník N 33,3 Prozent der Aktien besitzt und sein Know-how zur Verfügung gestellt hatte.